# Hattstedtermarsch
Hattstedtermarsch (dänisch: Hatsted Marsk, nordfriesisch: Haatstinger Määrsch, niederdeutsch: Hatstedermasch) ist eine Gemeinde im Kreis Nordfriesland in Schleswig-Holstein. Altendeich, Altemede, Bohnenland, Brendtewarft, Elemenning, Großellerbüll (Store Ellerbøl), Kleinellerbüll (Lille Ellerbøl), Herstum, Lundenberg, Ostermarsch (Østermarsk), Sterdebüll (Sterdebøl) und Tedebüll (Tedebøl) liegen im Gemeindegebiet.

## Geographie

### Geographische Lage
Das Gemeindegebiet erstreckt sich nördlich von Husum im ehemaligen Urstromtal der Arlau. Der Fluss durchkreuzt das Gemeindegebiet zunächst in westlicher Richtung und markiert im Ost- und Mittelabschnitt grob die nördliche Gemeindegrenze. Anschließend biegt der Fluss vorm ehemaligen Außendeich im Neuen Hattstedter Koog (bis 1987)  gen Süden ein. Nach dem Passieren der Arlauschleuse fließt er, teilweise durch Dammbauten gelenkt, durch den Beltringharder Koog. Hier befindet sich vor dem Holmer Siel im Landesschutzdeich das große Arlau-Speicherbecken. Dessen nördlicher Leitdamm bildet hier grob die südliche Gemeindegrenze.
Der Beltringharder Koog wurde nach der Eindeichung auf die angrenzenden Gemeinden flächenmäßig aufgeteilt. Der mittlere Abschnitt wurde der Gemeinde Hattstedtermarsch zugeordnet. Als Ganzes wird er naturschutzfachlich entwickelt. Im mittleren Abschnitt dominiert eine großflächige Salzwasserlagune. Dieses Becken wird im Normalbetrieb durch ein- und ausfließendes Nordseewasser gespeist. Der Ringfluss innerhalb der Lagune entsteht durch die natürliche Verwirbelung der durch je eine Kammer im Holmer- und Lüttmoorsiel beidseitig ein- und hinausfließenden Wassermassen. Diese Durchlässe werden nur bei Sturmflutwetterlagen abgeriegelt.

### Topographie
Das Gemeindegebiet offenbart einen ländlich offenen Siedlungscharakter. Es dominieren Einzelsiedlungen, welche im Alten Koog häufig auf Warften errichtet wurden. Eine langgestreckte Gruppensiedlung bildet der Ortsteil Altendeich (heute: Straßenname). Er erstreckt sich längsseits der kaum erkennbaren historischen Deichlinie des Hattstedter Alten Kooges.
Die dominierende Verkehrsachse ist die Bundesstraße 5. Diese durchquert das Gemeindegebiet in Nord-Süd-Richtung nahezu geradlinig und verbindet die auf den Geesträndern direkt angrenzenden Ortschaften Struckum und Hattstedt. Die weiteren Verkehrswege sind weitestgehend ländliche und teilweise kurvenreiche Wirtschaftswege, die von tiefen Entwässerungsgräben begleitet werden.

### Nachbargemeinden
| Reußenköge | Struckum                                    | Bohmstedt            |
| Nordstrand | Kompassrose, die auf Nachbargemeinden zeigt | Ahrenshöft, Arlewatt |
| Wobbenbüll | Hattstedt                                   | Horstedt             |

## Geschichte
Die Geschichte der Hattstedtermarsch geht zurück auf die Eindeichung zweier Köge. Der heute den Namen der Gemeinde tragende Hattstedter Alter Koog wurde in der zweiten Hälfte des 15. Jahrhunderts dem Meer abgerungen. Im Jahr 1500 erfolgte kurz darauf schließlich die Bedeichung des Hattstedter Neuen Kooges (im Volksmund aufgrund seiner Lage zum älteren Siedlungsgebiet auch Nordkoog genannt).
Erste wirtschaftliche Aktivitäten in der damals weitestgehend noch unbedeichten Marschbucht vor der namensgebenden Geestrandsiedlung Hattstedt gab es jedoch bereits früher. So geht man heute davon aus, dass bereits Angeln vor dem 5. Jahrhundert in diesem Gebiet Landwirtschaft betrieben.
In Zeiten der Zugehörigkeit zum Herzogtums Schleswig war dieses Gebiet Teil des früheren Verwaltungsbezirks Südergoesharde.
Eine der am schwierigsten zu lösende Aufgaben von Beginn an war die Entwässerung dieses sehr tief liegenden Landes. Sie konnte nur  gemeinschaftlich gelöst werden. So schlossen sich die einzelnen Siedlungen dieses Gebiet zum Ende des 18. Jahrhunderts zur Hattstedtermarsch-Commüne zusammen, einem Zweckverband, welcher für diesen Aufgabenbereich verantwortlich zeichnete. Diese später als Dorfschaft bezeichnete Gemeinschaft bildete den Ursprung der am 1. April 1934 gegründeten eigenständigen Landgemeinde im Amtsbezirk Hattstedt. Nach Auflösung der Amtsbezirke im Jahr 1948 wurde die Gemeinde Teil der Kirchspielslandgemeinde Hattstedt, die sich noch im gleichen Jahr in Amt Hattstedt umbenannte. Die Gemeinde gehörte ebenso wie das Amt zum Kreis Husum, ab 1970 zum Kreis Nordfriesland.
Vor allem die schweren Sturmfluten aus den Jahren 1962 und 1976 bereiteten den Küstenschützern der Region großes Kopfzerbrechen. Vor allem die mit vielen Kurven anfällige Außendeichslinie im Bereich des Hattstedter Neuen Kooges war für Deichbrüche stark anfällig. Aus diesem Grund wurden Pläne für eine Eindeichung der gesamten Nordstrander Bucht erstellt, die zum Bau des teilweise zur Gemeinde gehörigen Beltringharder Kooges führte. Mit dieser wurde sowohl die Gefahr der Überschwemmung großer Marschgebiete im mittleren Nordfriesland erstmal gebannt. Gleichzeitig bildet der neue Koog heute eine hervorragende Entwicklungsmöglichkeit für die Gemeinde im Bereich des Fremdenverkehrs.

## Politik

### Gemeindevertretung
Bei der Kommunalwahl 2023 erhielt die Wählergemeinschaft Gemeinde Hattstedtermarsch (WGH) erneut alle neun Sitze in der Gemeindevertretung. Die Wahlbeteiligung betrug 65,4 Prozent.

### Bürgermeister
Seit Juni 2018 ist Solvei Domeyer Bürgermeisterin.

## Wirtschaft und Infrastruktur
Die Landwirtschaft war früher die Haupteinkommensquelle. Sie hat in den letzten Jahrzehnten allerdings einen starken Strukturwandel durchgemacht, wodurch im Ganzen ihre Bedeutung zurückgegangen ist. Dafür haben sich in den letzten Jahren vermehrt andere Wirtschaftszweige etabliert. Kleinunternehmen haben sich vor allem in den Sektoren Tourismus und Handwerk, in kleinerem Ausmaß auch im Bereich der Windenergie gebildet.

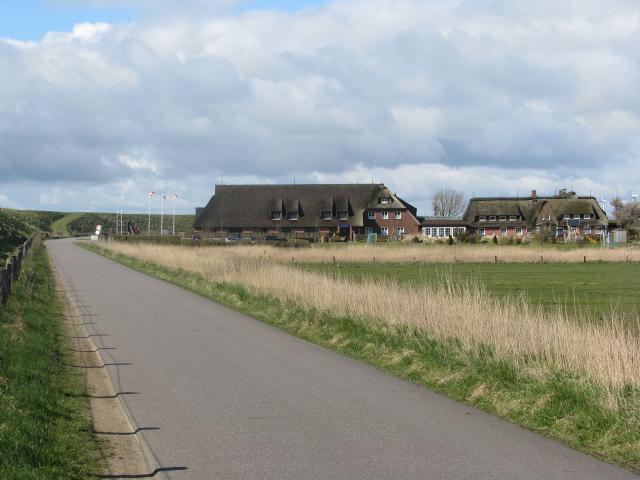
Hotel Arlauschleuse

### Tourismus
Direkt am Beltringharder Koog und an der Arlau liegt das bekannte Hotel Arlau-Schleuse. Daneben gibt es viele private Ferienwohnungen und -häuser.
Mit der Eindeichung des Beltringharder Kooges 1987 hat die Hattstedtermarsch ihre Badestellen und damit eine Attraktion verloren. Mittlerweile befinden sich die nächsten Badestellen unweit der Gemeinde in Schobüll oder am Lüttmoorsiel.
Aktivurlaubern bieten sich aber weiterhin Sport- und Freizeitmöglichkeiten. Das weite und zum Teil kurvige Straßennetz eignet sich zum Fahrrad- oder Motorradfahren oder zum Inline-Skating. Die Gewässer der Arlau oder des Jelstroms bieten Möglichkeiten zum Angeln. Die Arlau ist darüber hinaus auch für kleine Kanutouren geeignet. Naturliebhaber kommen bei Exkursionen im Beltringharder Koog auf ihre Kosten.

### Verkehr
Durch das Gebiet der Hattstedtermarsch verlaufen mit der B 5 und der Marschbahn die wichtigsten Verkehrsadern der Westküste Schleswig-Holsteins. Der aktuelle Verlauf der Bundesstraße markiert heute die Grenze zur sogenannten Ostermarsch, einem Teilgebiet des Hattstedter Alter Koog. Die Bundesverkehrswegeplanung sieht für die Zukunft eine Neutrassierung der B 5 vor. Sie wird dann weiter östlich größtenteils direkt an die Eisenbahntrasse angrenzen. Mit der Verlegung wird das Ziel verfolgt, die benachbarten Dörfer Hattstedt bzw. Struckum, sowie weiter nördlich Breklum und Bredstedt vom Durchgangsverkehr zu entlasten. Die übrigen Verkehrswege im Gemeindegebiet sind vergleichsweise schmal aber dennoch in fester Bauweise ausgeführte Wirtschaftswege.